# Egyptisk arabisk
 Ikke at forveksle med Egyptisk (sprog).
Egyptisk arabisk (egyptisk arabisk: اللغة المصرية العامية, tr. Maṣrī) er en arabisk dialekt som tales i Egypten. Dialekten indeholder en række ord af ikke-arabisk oprindelse, som overlevede fra den faraonisk tid.
Dialekten kan let forstås af ikke-egyptiske arabere, især fordi Egypten traditionelt set har været et kulturelt centrum i den arabiske verden, med bl.a en meget omfattende filmproduktion.